# Braydon Szafranski
Braydon Szafranski (né en octobre 1983) est un skateur professionnel américain. 

## Biographie
Il est sponsorisé par Baker Skateboards, Comune clothing, Hubba Wheels, Active Ride Shop, Zenetti wheels skate team (Brooklyn Project) et Independent Truck Company. Il a commencé à faire du Skateboard à l'âge de 14 ans dans la ville de Las Vegas, dans le Nevada.
Il apparait dans les videos This is Skateboarding (2003) de Emerica footwear, Baker 3 (2005) de Baker Skateboards et Baker Has A Deathwish (2008) de Baker Skateboards et Deathwish Skateboards.
Il a épousé une jeune française le 25 janvier 2010. Ils se sont séparés peu de temps après.